# Sfax railway sport (football)
Pour les articles homonymes, voir Sfax railway sport.
 (décembre 2022).
Si vous disposez d'ouvrages ou d'articles de référence ou si vous connaissez des sites web de qualité traitant du thème abordé ici, merci de compléter l'article en donnant les références utiles à sa vérifiabilité et en les liant à la section « Notes et références ».
Maillots
Le Sfax railway sport (arabe : نادي سكك الحديد الصفاقسي) est un club tunisien de football fondé en 1920 et basé dans la ville de Sfax.
Le club est la section football du club omnisports du même nom, le Sfax railway sport.
Le SRS remporte trois titres au terme des saisons 1933-1934, 1952-1953 et 1967-1968. Il passe 34 saisons en Ligue I et évolue pendant plusieurs saisons entre la Ligue II et la Ligue III.

## Histoire
Le club est fondé le 8 mai 1920, sous le nom d'Université Club, par des élèves de l'école primaire supérieure de garçons réunis autour de Joseph Dattola, Albert Frati, Joseph Cohen et Joseph Khayat. En 1921, ils adoptent le nom de Sporting Club de Sfax puis, en 1925, la Compagnie des phosphates et des chemins de fer de Sfax-Gafsa parraine le club qui prend son appellation actuelle avec Paul Rio pour président. Très rapidement, le club joue les premiers rôles à Sfax, puis dans le centre et le sud du pays, sous la direction de l'entraîneur Roger Clément ; il parvient en finale du championnat de Tunisie qui est alors disputé entre le champion de la région Nord et celui de la région Centre-Sud.
En 1933, le SRS perd contre l'Union sportive tunisienne à l'issue de quatre matchs mais il bat l'Italia en 1934 et remporte le championnat. L'équipe victorieuse est composée de Schaffer, Bartolo, Savalli, Chatel, Guerin, Monge, Ramirez, Falzon, Chimento, Nicolaï et Oberlin et ne compte pas encore de joueurs locaux. En 1937 et 1938, le SRS perd les finales du championnat contre l'Italia et la Savoia de La Goulette. Après un quasi-gel des activités pendant la Seconde Guerre mondiale, le club reprend ses activités en 1946. Il remporte la première place du critérium du sud, tout en s'ouvrant aux joueurs locaux à l'instar d'Aleya Bahri, Chedly Zadem, Abdesselem Sellami, Salem Trabelsi, Salah Trabelsi et Hamrouni Trabelsi. Ces derniers constituent, avec le buteur Georges Paraskevas, Émile Dato, Jacky Amato, les frères Vincent, Jean et Mario Compagno, un ensemble performant qui accède en première division unifiée en 1949. Le club tient tête au Club sportif de Hammam Lif dont il est le vice-champion en 1954 et le partenaire de la finale de la coupe de Tunisie de 1955.
Après l'indépendance, plusieurs joueurs quittent le club, le président Antoine Poli est mis en minorité par son secrétaire général Paul Pietri et le club se retrouve en seconde division. Maurice Lévy, directeur général de la Compagnie des phosphates et des chemins de fer de Sfax-Gafsa et directeur sportif du club veille à ce que celui-ci retrouve l'élite rapidement. Le comité élu le 23 mai 1962 se présente comme suit :
- Noureddine Ketari : président ;
- Mokhtar Mehiri et Abdelmajid Kraïem : vice-président ;
- Taïeb Belgacem : secrétaire général ;
- Ali B. Saâd : secrétaire général adjoint ;
- Georges Ellul : trésorier général ;
- Hechmi Kachouri : trésorier général adjoint ;
- Mohamed Kraïem et Mohamed Kacem Attia : membres ;
- Maurice Lévy : directeur sportif.

L'accession réalisée, Mehiri prend les commandes et Ameur Gargouri est désigné comme secrétaire général du club dont il assure la modernisation de l'administration. On fait appel à un entraîneur jusqu'alors peu connu, André Nagy, qui supervise un travail de longue haleine ramenant le club en division nationale et en faisant l'un des principaux animateurs du championnat qu'il remporte en 1968. Le tandem Mehiri-Gargouri mène le club au sommet.
Mais, avec l'instauration du professionnalisme en Tunisie en 1995, le club corporatiste se trouve handicapé par son statut et incapable de suivre les autres équipes. En effet, la subvention de la société mère est dérisoire par rapport aux nouvelles exigences et les statuts du club empêchent des personnalités extérieures à cette société d'occuper des postes de premier plan au sein du comité. Ceci engendre une situation singulière : les dirigeants du club doivent œuvrer pour sa survie mais ne pas favoriser son accession en Ligue II qui est professionnelle. Par ailleurs, le club, considéré comme l'une des meilleures écoles de formation des jeunes footballeurs, est incapable de garder ses joueurs, tentés par une carrière plus prometteuse dans d'autres clubs, et perd chaque année quatre à cinq de ses joueurs. Depuis sa rétrogradation en 1995, il n'a pas réussi à retrouver l'élite du football tunisien. Le club a passé 34 saisons en Ligue I (niveau professionnel) et évolue depuis plusieurs saisons en Ligue III.
Pour éviter de faire face à la fronde des supporters, le président Anouar Jebir n'organise pas d'assemblée générale pendant huit ans. Les supporters, menés par Belgacem Khammary, sont donc amenés à utiliser diverses formes de protestation pour pousser à la tenue d'une assemblée générale et à un changement au sein du comité. Leurs revendications sont finalement satisfaites par les autorités régionales en octobre 2008 : il s'agit de la modification des statuts pour permettre à des supporters aisés de diriger le club et de lui redonner son lustre d'antan.
En application du décret-loi n°66 du 14 juillet 2011 relatif aux structures sportives, le comité du club convoque les supporters à une assemblée générale extraordinaire pour modifier et réviser les statuts du club, essentiellement pour permettre l'élection du comité directeur au lieu des simples président et vice-président ; l'assemblée se tient le 9 août et l'assemblée élective le 22 août.
Malgré une instabilité technique devenue chronique, le club réussit à la faveur de la décision de créer deux poules en Ligue II à retrouver l'anti-chambre de l'élite au terme de la saison 2012-2013. Il termine second de la poule B et se qualifie pour le play-off d'accession en Ligue I. Mais alors qu'il est le troisième prétendant pour l'accession lors de la dernière journée des barrages, il n'arrive pas à soutenir la pression et perd contre l'Étoile sportive de Métlaoui, supposée démobilisée après son accession, alors que son rival, La Palme sportive de Tozeur, n'a fait qu'une bouchée à Ben Gardane de l'équipe locale et termine quatrième au classement du play-off. Il émet alors des réserves contre l'accession de La Palme car les règlements prévoient de déclasser toute équipe dont les catégories de jeunes enregistrent plus de quatre forfaits. Mais les instances sportives ne donnent pas de suite à ces réserves car, depuis la révolution de 2011, beaucoup de règlements sont inapplicables et de nombreux clubs sont dans cette situation (parfois pour éviter le pire), alors qu'un gouvernement fragile ne peut permettre d'annuler l'accession déjà fêtée, avec le risque d'embraser toute une région.
À l'issue de l'assemblée générale de 2013, c'est un ancien joueur du club, Kamel Mounir Ben Messaoud, qui accède à la présidence, devenant le premier président ne faisant pas partie de la direction de la société qui parraine le club. Celle-ci envisage de réduire sa subvention avant de revenir sur sa décision. Le club, qui a cédé ses meilleurs éléments — Hamdi Abdi, Issam Jabeur et Yahia Mida — et malgré le recrutement de quatorze joueurs et de quatre autres au cours du mercato d'hiver, ne réussit pas à rééditer sa saison précédente et risque même la relégation, ce qui justifie la valse d'entraîneurs qu'il connaît. Durant la saison 2013-2014, le SRS termine sixième de la poule B. Au terme de la saison suivante, il termine à la première place du classement de la poule A mais prend la cinquième place au classement du play-off.
Durant la saison 2015-2016, le club obtient la neuvième place du classement final de la poule B, rendant un match de barrage contre le neuvième de la poule A, la STIR sportive de Zarzouna, nécessaire : il le remporte à Korba (2-1), avec des buts marqués à la 37e minute par Chedly Amri et à la 88e minute par Chamseddine Dhifallah pour le SRS et à la 58e minute par Mohamed Ali Jooma pour Zarzouna.

## Écusson

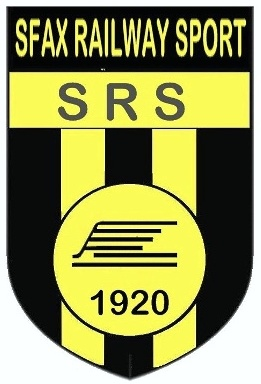
Logo ancien.
Logo actuel.

## Palmarès
| Compétitions nationales | Compétitions juniors |
| --- | --- |
| - Championnat de Tunisie (3) : - Champion : 1934, 1953, 1968 - Championnat de Tunisie de deuxième division (2) : - Champion : 1963 (poule Sud), 1994 - Coupe de Tunisie : - Finaliste : 1955, 1968, 1979 | - Championnat de Tunisie espoirs (2) : - Champion : 1967, 1989 - Coupe de Tunisie espoirs (1) : - Vainqueur : 1989 - Championnat de Tunisie juniors (1) : - Champion : 1986 - Coupe de Tunisie juniors (2) : - Vainqueur : 1985, 1988 - Coupe de Tunisie cadets (4) : - Vainqueur : 1969, 1970, 1978, 1984 - Coupe de Tunisie minimes (2) : - Vainqueur : 1982, 2003 |

## Personnalités

### Présidents
- 1945-1958 : Antoine Poli
- 1958-1960 : Paul Pietri
- 1960-1961 : M. Chircop[Qui ?]
- 1961-1962 : Mongi Marzouk
- 1962-1963 : Noureddine Ketari
- 1963-1984 : Mokhtar Mehiri[4]
- 1984-1991 : Mohamed Ketata
- 1991-1995 : Héchmi Chabchoub
- 1995-1998 : Abdelwahab Ghariani
- 1998-2008 : Anouar Jebir
- 2008-2011 : Mohamed Ben Jemaâ
- 2011-2013 : Hassan Mâazoun
- 2013-2016 : Kamel Mounir Ben Messaoud
- 2016-2018 : Nabil Kchaou
- 2018-2020 : Sofien Atoui
- depuis 2020 : Nabil Kchaou

### Entraîneurs
- 1954-1955 : Noël Gallo
- 1955-1956 : Michel Bartolo
- 1955-1956 : François Saadoun
- 1957-1960 : Abdesselem Sellami
- 1960-1961 : François Saadoun et Sadok Tounsi
- 1961-1962 : Ali Delhoum
- 1962-1963 : Taoufik Ben Slama[5]
- 1963-1967 : André Nagy
- 1967-1968 : István Balogh
- 1968-1969 : Frank Loscey
- 1969-1970 : Slava Stefanovic
- 1970-1971 : Mohamed Najar puis Ahmed Bouraoui
- 1971-1974 : Ahmed Bouraoui
- 1974-1976 : Mokhtar Tlili
- 1976-1978 : Ahmed Ammar
- 1978-1980 : Habib Masmoudi
- 1980-1981 : Larbi Zouaoui puis Habib Masmoudi
- 1981-1982 : Ahmed Ammar
- 1982-1984 : Stéphane Gamboz puis Faouzi Benzarti
- 1984-1985 : Faouzi Benzarti
- 1985-1986 : Mokhtar Tlili
- 1986-1987 : Moncef Melliti puis Mabrouk Samet
- 1987-1988 : Mrad Hamza puis Mohamed Harzallah
- 1989-1991 : Ivan Klotchev
- 1991-1992 : Habib Masmoudi, Ezzedine Lejmi puis Abderrahmane Rahmouni
- 1992-1993 : Riadh Charfi
- 1993-1995 : Moncef Arfaoui, Mokhtar Tlili puis Mabrouk Samet et Youssef Jerbi
- 1995-1996 : Mohamed Harzallah et Mabrouk Samet, Ali Chabbouh puis Tarek Mrabet
- 1996-1997 : Hédi Kouni puis Mongi Delhoum puis Riadh Charfi
- 1997-1998 : Mabrouk Samet (intérim de Wahid Hidoussi)
- 1998-1999 : Wahid Hidoussi, Youssef Baathi, Mokhtar Tlili puis Jamel Ben Younes
- 1999-2000 : Jamel Ben Younes puis Mabrouk Samet
- 2000-2001 : Mabrouk Samet puis Youssef Jerbi
- 2001-2003 : Samir Grayaâ puis Kamel Boughezala
- 2003-2005 : Youssef Jerbi puis Chiheb Megdiche
- 2005-2006 : Fakher Trigui puis Lotfi Afhmia
- 2006-2008 : Jamil Kacem
- 2008-2009 : Jamel Ben Younes puis
Abderraouf Merzouki
- 2009-2010 : Mohammed Abed, Slah Ghorbel puis Nader Daoued
- 2010-2011 : Nader Daoued, Riadh Charfi puis Slah Ghorbel
- 2011-2012 : Ridha Lounis puis Mohamed Ayadi
- 2012 : Mourad Sebai
- 2012-2013 : Lotfi Jebali
- 2013 : Imed Ben Younes puis Farouk Trabelsi
- 2013-2014 : Khaled Ben Sassi, Kamel Zouaghi, Mohamed Azaiez puis Mohamed Dahmane
- 2014-2015 : Karim Dalhoum puis Mohamed Mkacher
- 2015-2016 : Mourad Sebai, Zouhair Louati puis Karim Delhoum
- 2016-2017 : Mahmoud Masmoudi, Fethi Haj Ismail puis Imed Ben Younes
- 2017-2018 : Karim Dalhoum
- 2018-? : Hassen Gabsi[6]
- 2020-2021 : Issam Merdassi[7]

## Statistiques

### Meilleurs buteurs
- Ezzedine Chakroun : 116 buts (meilleur buteur du championnat) ;
- Amor Madhi : 54 buts ;
- Romdhan Toumi : 53 buts ;
- Mohamed Ayadi : 34 buts ;
- Mustapha Sassi : 33 buts.

### Joueurs ayant évolué en équipe nationale
- Ezzedine Chakroun : 41 matchs ;
- Ridha El Louze : 23 matchs ;
- Amor Madhi : douze matchs ;
- Mustapha Sassi : huit matchs ;
- Mahmoud Fendri : cinq matchs ;
- Romdhan Toumi, Hafedh Soudani, Fawzi Chtara et Tawfik Bougdar : trois matchs ;
- Habib Bousarsar, Youssef Jerbi et Lotfi Lounis : deux matchs ;
- Azaiez Trabelsi, Mabrouk Samet, Nouri Hafsi, Mehrez Rekik et Mohamed Ayadi : un match.

### Distinctions individuelles
- Lauréat du titre de meilleur buteur du championnat :
  - Ezzedine Chakroun en 1972-1973
- Lauréats du titre de meilleur footballeur :
  - Ezzedine Chakroun en 1972-1973
  - Mohamed Ayadi en 1990-1991
- Lauréats du titre de meilleur jeune footballeur :
  - Sofian Chebbi en 1985
  - Mohamed Zouari en 1986
- Lauréat du titre de meilleur plus jeune fottballeur :
  - Mondher Koubâa en 1983